# Konstantin Mach

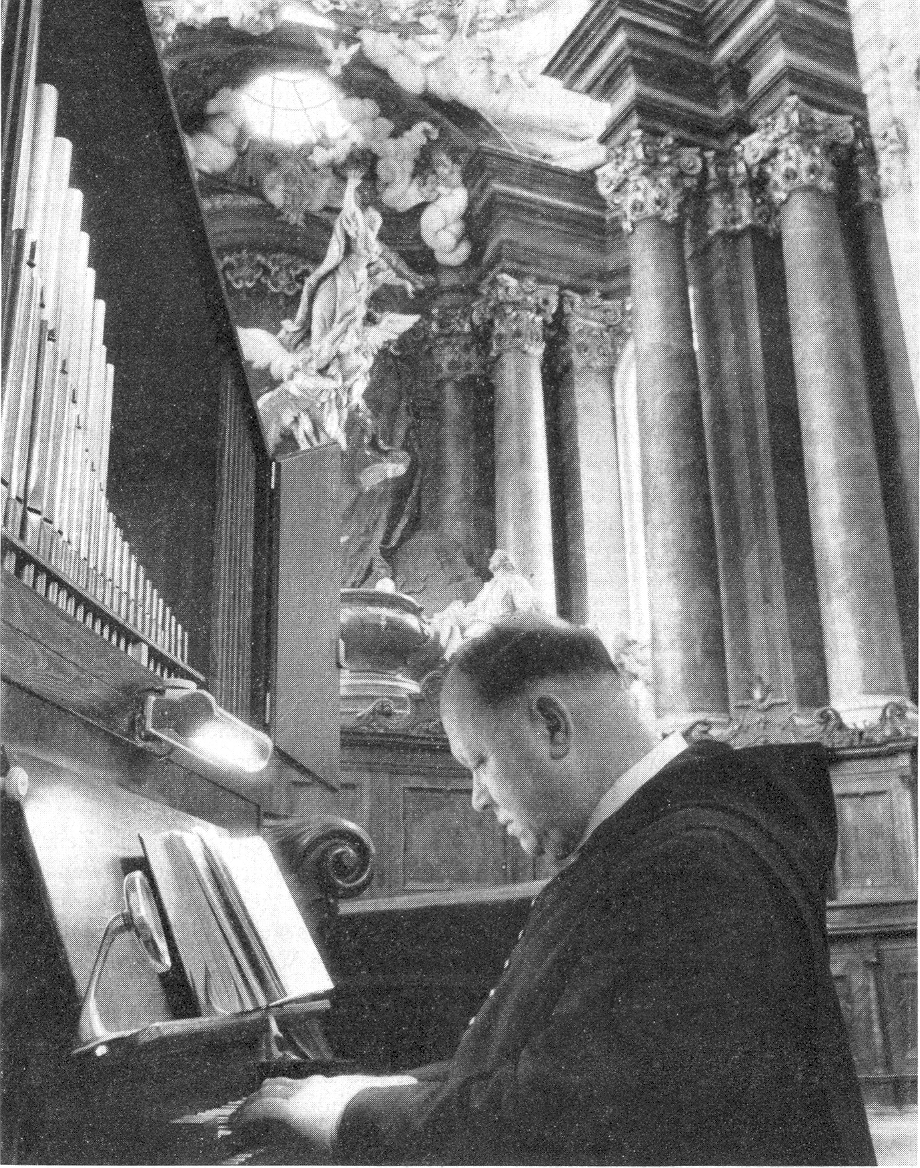
Konstantin Mach

Konstantin Mach, Bischöflich Geistlicher Rat, (* 4. März 1915 in Brünnlitz; † 25. September 1996 in Rohr) war ein Benediktinerpater im Kloster Braunau in Rohr, der als Lehrer und Rektor am Johannes-Nepomuk-Gymnasium Rohr i.NB. und als Komponist wirkte.

## Leben und Wirken
Mach wurde als Dritter von sechs Brüdern in Brünnlitz/Böhmen geboren und erhielt bei seiner Taufe den Namen Friedrich. Beim Eintritt in das Kloster Braunau (Böhmen) im Jahre 1936 (Profess am 14. September 1937) erhielt er den Ordensnamen Konstantin.
Die gymnasiale Ausbildung erhielt Pater Konstantin am staatlichen Gymnasium in Freudenthal. Anschließend absolvierte er das Studium der Katholischen Theologie in Olmütz, Prag und Salzburg.
In der Familie Mach wurde viel musiziert. Als sechsjähriger Bub erhielt Friedrich bereits Geigenunterricht, mit elf Jahren begann er Klavier zu spielen, mit zwölf Jahren saß er an der Orgel, obwohl er mit seinen kleinen Füßen die Pedaltasten noch nicht erreichte, und mit vierzehn Jahren komponierte er schon seine erste Messe für Soli, Chor und großes Orchester.
Den ersten musiktheoretischen Unterricht erhielt er von seinem Spiritual im Knabenseminar, Karl Polzer. Diese musikalischen Lehrlingsjahre bildeten die Grundlage für das spätere Musikstudium am Salzburger Mozarteum bei Franz Sauer im Fach Konzertorgel.
Nach dem Krieg und der anschließenden Vertreibung aus ihrer böhmischen Heimat konnte die Ordensgemeinschaft der Benediktiner von Braunau eine neue Heimat in dem seit 1803 aufgelösten und zerfallenen Chorherrenstift in Rohr/Niederbayern aufbauen.
Pater Konstantin setzte seine musikalischen Studien an der staatlichen Hochschule für Musik in München fort. Hier legte er nach drei Semestern die Staatsprüfung für das Lehramt an Gymnasien im Fach Musik ab. Gleichzeitig waren seine Lehrer in Komposition Joseph Haas und anschließend in der Meisterklasse Karl Höller.
Im Laufe der Jahre entstanden zweiundsiebzig zum Teil sehr umfangreiche Werke, die wiederholt vom Bayerischen Rundfunk aufgenommen und übertragen wurden. Das Notenmaterial wurde bisher nicht veröffentlicht und nur zu Aufführungszwecken mit Wachsmatrizen bzw. Lichtpausen vervielfältigt. Transkripte werden z. Zt. von einem ehemaligen Schüler des Johannes Nepomuk Gymnasiums angefertigt.
Seit 1950 unterrichtete Konstantin Mach am Johannes-Nepomuk-Gymnasium Rohr i.NB. Musik, Religion, und Mathematik.
Von 1955 bis 1963 war er Rektor im Internat in Rohr in Niederbayern, anschließend leitete er bis 1980 als Oberstudiendirektor das St. Nepomuk Gymnasium.
Unter anderem wurde er als Seelsorger von Bikern und Rockern mit dem Kosenamen „Pater Conny“ bekannt; auch als Organist und Organisator der „Musica Sacra“ in Rohr. Europaweit unternahm er jedes Jahr die Chorfahrt mit den Rohrer Sängerknaben.

## Auszeichnungen und Ehrungen
1957 erhielt er den Sudetendeutschen Kulturpreis für Musik.
Der „Preis der Bayerischen Volksstiftung“ – als besondere Auszeichnung für Verdienste um das kulturelle Leben Bayerns – wurde 1992 an ihn vergeben.

## Diskographie
Maria Himmelfahrt, Op. 50 (Neufassung von op. 21); Oratorium für Soli, Chor, Volkschor u.Orchester
- Christiane Baumann, Sigrid Kessler, Donald George, Rudolf Hillebrand, Chor und Orchester des Philharmonischen
- Orchesters Regensburg, Leitung: Eberhard Kraus,
- Co-Production des Bayerischen Rundfunks und Calig-Verlag München

Konzertante Musik in Rohr von Konstantin Mach
1. Konzert für Orgel allein op. 25; Eberhard Kraus (Orgel)
2. Bläserquintett b-moll op. 34; Karl Bobzien (Flöte), Kurt Kalmus (Oboe), Gert Starke (Klarinette), Karl Kolbinger (Fagott), Kurt Richter (Horn)
3. Concertino für Klavier u. Streichorchester op. 37; Michael Krist (Klavier), Münchener Kammerorchester, Ltg.: Der Komponist
4. Kleine Tanzsuite für Horn u. Orchester op. 41; Johannes Ritzkowsky (Horn), Münchener Philharmoniker, Ltg.: Werner Andreas Albert

Cantico di frate sole op. 26; Oratorium für Tenor-Solo, Chor, Volkschor u. Orchester;
- Mitschnitt eines geistlichen Konzertes in der Abteikirche der Benediktiner in Rohr/Ndb. durch den Bayerischen Rundfunk am 11. Juni 1961 (itonmusik 1995: CDIGITAL 60220 MONO ADD)

## Werk
- Paul Křížkovský und der kirchliche Knabengesang. Selbstverlag, Brünn 1936, DNB 580629953.